# Aumühlbach (Isar)
Der Aumühlbach, auch Mühlbach genannt, ist ein 1,8 km langer, südlicher und orographisch linker Zufluss der Isar im bayerischen Landkreis Bad Tölz-Wolfratshausen.

## Verlauf
Früher:
Historischen Karten ist zu entnehmen, dass die Aumühle vor dem Bau des Mühltalkanals (Isarkanal) das benötigte Wasser aus einem Seitenarm der Isar erhielt. Die ursprünglichen Bachverläufe, so auch jener des Aumühlbachs, wurden während des Kanalbaus modifiziert.
Heute:
Der Aumühlbach entsteht östlich des Mühltalkanals beim Eglinger Weiler Aumühle aus dem Zusammenfluss des rechtsseitigen Rothbachs und linksseitigen Dreibrunnenbachs. Er unterquert den Kanal durch einen Düker und fließt danach bis zur Mündung in die Isar durch das Naturschutzgebiet Isarauen zwischen Schäftlarn und Bad Tölz.

## Galerie

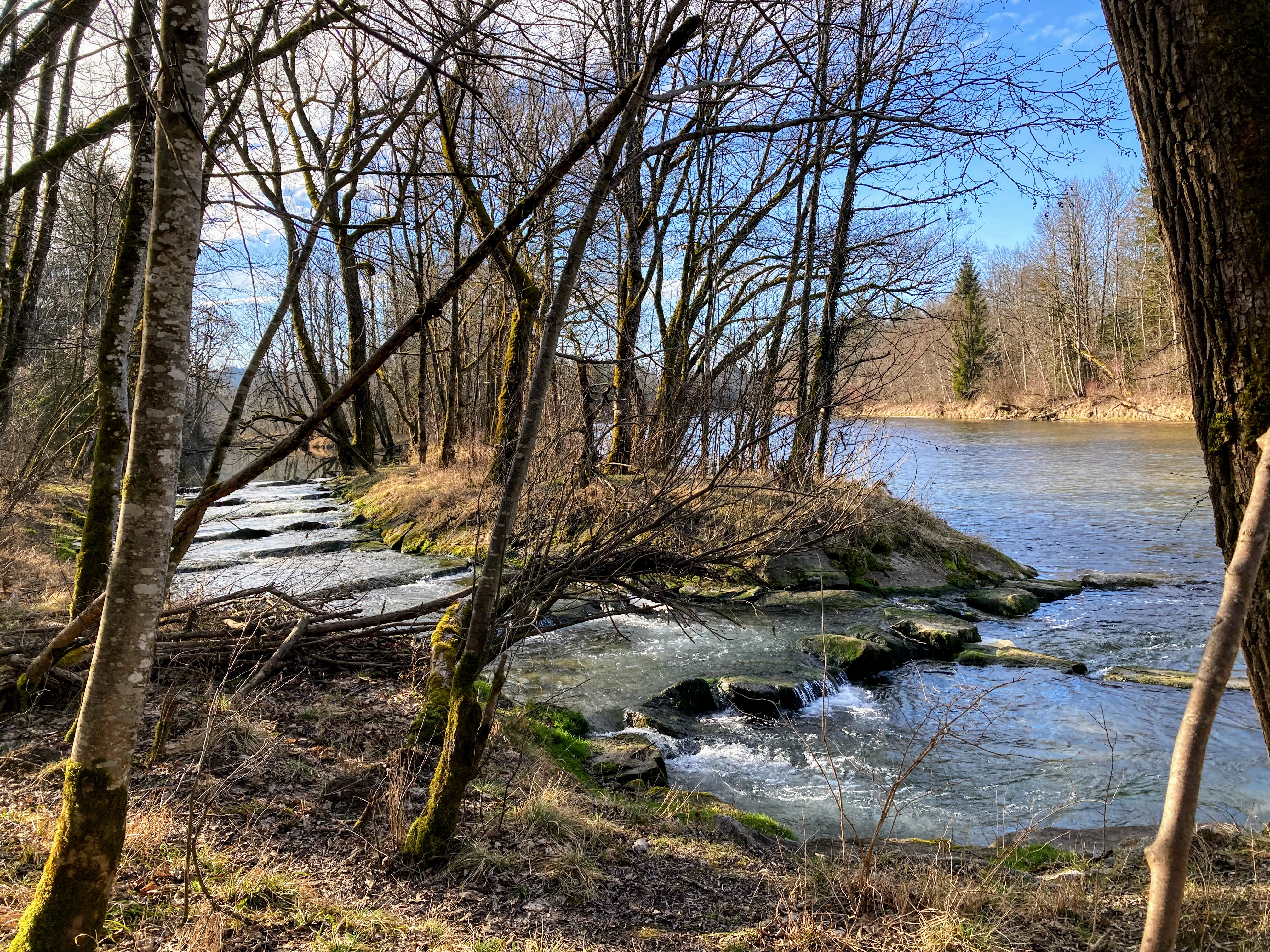
Mündung in die Isar